# Stephen Gould (ténor)
Pour les articles homonymes, voir Stephen Gould et Gould.
Stephen Gould est un ténor d'opéra américain né à Roanoke (Virginie) le 24 janvier 1962 et mort le 19 septembre 2023 à Chesapeake (Virginie). Il est spécialisé dans le répertoire héroïque, tout particulièrement dans Wagner.

## Biographie

### Formation et débuts
Stephen Gould fait ses études à l'Olivet Nazarene University (en) dans l'Illinois et obtient un baccalauréat ès Arts en 1984.
À ses débuts, Stephen Gould a l'occasion de remplacer Chris Merritt dans le rôle d'Argirio dans Tancredi au Dorothy Chandler Pavilion du Los Angeles Music Center Opera, aux côtés de Marilyn Horne dans le rôle-titre).

### Ténor wagnérien
Mais ce n'est pas dans le répertoire du bel canto que Stephen Gould va accomplir sa longue carrière. Il incarne en effet un Tannhäuser très remarqué sur la scène du festival de Bayreuth, alors dirigé par Wolfgang Wagner, dès 2004, sous la direction de Christian Thielemann et reprend le rôle régulièrement, toujours à Bayreuth, jusqu'à la nouvelle mise en scène de Tobias Kratzer en 2019, reprise en 2021 et 2022. Il est également Tannhäuser en 2005 au Grand Théâtre de Genève dans la mise en scène d'Olivier Py aux côtés de l'Elisabeth de Nina Stemme, puis en 2009 à l'Opéra de Paris (Bastille), dans celle de Robert Carsen aux côtés de l'Elisabeth d'Eva-Maria Westbroek sous la direction de la direction de Seiji Ozawa, ou encore en 2011 au Staatsoper de Vienne, dans celle de Claus Guth. À propos de ses débuts à l'Opéra de Paris dans le Tannhäuser mis en scène par Robert Carsen, il déclare dans un entretien accordé à Forum Opéra « J’aime le concept scénique qu’il a créé pour Tannhäuser. C’est une très bonne idée de transformer la compétition de chant en une compétition de peinture, ça apporte à l’œuvre une lumière particulière et très intéressant ».
C'est donc dans le répertoire du Heldentenor qu'il va conduire une carrière qui le mène sur les grandes scènes internationales, avec une présence à chacun des rendez-vous de Bayreuth, abordant notamment « un Tristan très chantant, crédible et simplement émouvant » dans Tristan und Isolde, au théâtre des Champs-Élysées en 2012 sous la baguette d'Andris Nelsons, puis en 2015 pour la nouvelle mise en scène de Katharina Wagner à Bayreuth ainsi que les années suivantes,, en formant un « un couple entré dans la légende » avec l'Isolde de Nina Stemme à Berlin en 2019, pour finir par celle de Roland Schwab, à nouveau à Bayreuth, en 2022.
En dehors du répertoire wagnérien dont il chante également Siegfried dans Siegfried, dès 2005, et dans Gotterdämmerung en 2015 à Munich sous la baguette de Kiril Petrenko  ou à Bayreuth en 2022 , Parsifal à Baden Baden en 2018 ou Erik du Vaisseau fantôme, Stephen Gould incarne un Peter Grimes remarqué en 2009 au Grand Théâtre de Genève : « Embrasant la scène de sa présence, animé d’une touchante humanité, il se love admirablement dans son personnage. » Il s'illustre également à plusieurs reprises dans le rôle de l'empereur dans Die Frau ohne Schatten, notamment dans une version concert dirigée par Yannick Nezet Séguin au Théâtre des Champs-Élysées en 2019.
En juillet 2023, alors que le ténor est programmé à Bayreuth dans trois rôles, Tannhäuser, Tristan et Siegfried, il déclare forfait pour raisons de santé puis annonce peu après qu'il met fin à sa carrière pour la même raison. En septembre 2023, le ténor publie un communiqué annonçant qu'on lui a diagnostiqué un cancer incurable (« a fatal disease with an outlook of several months to 10 months. There is no cure. »). Il meurt des suites de ce cancer le 19 septembre 2023,. Son collègue, le ténor Andreas Schager, lui rend hommage en lui dédiant la représentation de Tristan und Isolde du 20 septembre à Vienne.

## Discographie et vidéographie

### CD
- 2003 - Beethoven, Symphony No.9 In D Minor, Op.125, "Choral", direction musicale de Donald Runnicles et l'Atlanta Symphony Orchestra, avec Mary Dunleavy, Elizabeth Bishop, Stephen Gould, Alastair Miles – Telarc.
- 2012 - Richard Wagner - Tristan Und Isolde -  Stephen Gould, Nina Stemme, Kwangchul Youn, Michelle Breedt, Johan Reuter, Rundfunkchor Berlin, Rundfunk-Sinfonieorchester Berlin, Marek Janowski – PentaTone classics
- 2013 - Richard Wagner - Siegfried -  Jochen Schmeckenbecher, Tomasz Konieczny, Stephen Gould, Violeta Urmana, Matti Salminen (2), Christian Elsner, Rundfunk-Sinfonieorchester Berlin, Marek Janowski – PentaTone classics
- 2020 - Richard Strauss, Die Frau Ohne Schatten -  Stephen Gould, Camilla Nylund, Wolfgang Koch, Nina Stemme, Evelyn Herlitzius, Orchester Der Wiener Staatsoper, Wiener Staatsopernchor, Christian Thielemann – CD Orfeo Classic.

- 2020 - Arnold Schönberg, Gurre-Lieder -  Staatskapelle Dresden, Christian Thielemann, Stephen Gould, Camilla Nylund, Christa Mayer, Markus Marquardt, Wolfgang Ablinger-Sperrhacke, Franz Grundheber, Sächsische Staatskapelle Dresden*, Gustav Mahler Jugendorchester, Sächsischer Staatsopernchor Dresden*, MDR-Rundfunkchor* – CD Profil Edition Gunter Hänssler.
- 2020 - Wagner, Tannhäuser , Stephen Gould, Lise Davidsen, Zhidkova, Markus Eiche, Milling, Bayreuther Festspiele, Valery Gergiev – DVD Deutsche Grammophon.